# Балакирівка
Балаки́рівка — село в Україні, у Старобільській міській громаді Старобільського району Луганської області. Населення становить 44 особи. Колишній орган місцевого самоврядування — Лиманська сільська рада. 
Біля села розташований Балакирівський заказник.

## Населення
За даними перепису населення 2001 року, у селі мешкало 44 особи. Мовний склад населення села був таким:
| Мова       | Число ос. | Відсоток |
| ---------- | --------- | -------- |
| українська | 41        | 93,18    |
| російська  | 3         | 6,82     |